# Mathcad
Mathcad — система компьютерной алгебры из класса систем автоматизированного проектирования, ориентированная на подготовку интерактивных документов с вычислениями и визуальным сопровождением, отличается лёгкостью использования и применения для коллективной работы. Очень популярна в технических высших учебных заведениях и активно используется студентами и преподавателями. 
Mathcad был задуман и первоначально написан Алленом Раздовом из Массачусетского технологического института (MIT), соучредителем компании Mathsoft, которая с 2006 года является частью корпорации PTC (Parametric Technology Corporation).
Mathcad имеет интуитивный и простой для использования интерфейс пользователя. Для ввода формул и данных можно использовать как клавиатуру, так и специальные панели инструментов.
Некоторые из математических возможностей Mathcad (версии до 13.1 включительно) основаны на подмножестве системы компьютерной алгебры Maple (MKM, Maple Kernel Mathsoft). Начиная с 14 версии — использует символьное ядро MuPAD.
Работа осуществляется в пределах рабочего листа, на котором уравнения и выражения отображаются графически, в противовес текстовой записи в языках программирования. При создании документов-приложений используется принцип WYSIWYG (What You See Is What You Get — «что видишь, то и получаешь»).
Несмотря на то, что эта программа, в основном, ориентирована на пользователей, не являющихся программистами, Mathcad также используется в сложных проектах, чтобы визуализировать результаты математического моделирования путём использования распределённых вычислений и традиционных языков программирования. Также Mathcad часто используется в крупных инженерных проектах, где большое значение имеет трассируемость и соответствие стандартам.
Mathcad достаточно удобно использовать для обучения, вычислений и инженерных расчетов. Открытая архитектура приложения в сочетании с поддержкой технологий .NET и XML позволяют легко интегрировать Mathcad практически в любые ИТ-структуры и инженерные приложения. Есть возможность создания электронных книг (e-Book).
Количество пользователей в мире — около 1,8 млн.

## Основные возможности
Mathcad содержит сотни операторов и встроенных функций для решения различных технических задач. Программа позволяет выполнять численные и символьные вычисления, производить операции со скалярными величинами, векторами и матрицами, автоматически переводить одни единицы измерения в другие.
Среди возможностей Mathcad можно выделить:
- Решение дифференциальных уравнений, в том числе и численными методами
- Построение двумерных и трёхмерных графиков функций (в разных системах координат, контурные, векторные и т. д.)
- Использование греческого алфавита как в уравнениях, так и в тексте
- Выполнение вычислений в символьном режиме
- Выполнение операций с векторами и матрицами
- Символьное решение систем уравнений
- Аппроксимация кривых
- Выполнение подпрограмм
- Поиск корней многочленов и функций
- Проведение статистических расчётов и работа с распределением вероятностей
- Поиск собственных чисел и векторов
- Вычисления с единицами измерения
- Интеграция с САПР-системами, использование результатов вычислений в качестве управляющих параметров

С помощью Mathcad инженеры могут документировать все вычисления в процессе их проведения.

### Возможности Mathcad Prime 3.0
С помощью данной версии приложения можно:
- использовать обычный калькулятор для простых, повторяемых вычислений;
- вычислять и упрощать символьные выражения;
- использовать для вычисления интегралы и производные функции;
- решать системы линейных алгебраических уравнений, работать с матрицами и определителями;
- решать системы нелинейных алгебраических уравнений;
- строить графики как в декартовых и цилиндрических, так и в полярных координатах, различные диаграммы и гистограммы;
- создавать программы с разветвляющимися и циклическими алгоритмами, используя свой собственный, интуитивно понятный, язык программирования;
- решать дифференциальные уравнения;
- решать задачи теории вероятности и математической статистики;
- осуществлять обмен информацией с другими приложениями операционной системы (ОС) Windows, такими, как Excel, Powerpoint, Word;
- документировать расчёты и создавать отчётную документацию;
- имеет более 600 встроенных математических функций;
- поддержка шаблонов документов, форматирования текста, форматирования формул;
- улучшенный модуль работы с 3D-графиками;
- «математика в тексте» — возможность вводить формулы непосредственно в тексте

## Сравнительная характеристика

### Назначение
Mathcad относится к системам компьютерной алгебры, то есть средств автоматизации математических расчетов. В этом классе программного обеспечения существует много аналогов различной направленности и принципа построения. Наиболее часто Mathcad сравнивают с такими программными комплексами, как Maple, Mathematica, MATLAB, а также с их аналогами MuPAD, Scilab, Maxima и др. Впрочем, объективное сравнение осложняется в связи с разным назначением программ и идеологией их использования.
Система Maple, например, предназначена главным образом для выполнения аналитических (символьных) вычислений и имеет для этого один из самых мощных в своем классе арсенал специализированных процедур и функций (более 3000). Такая комплектация для большинства пользователей, которые сталкиваются с необходимостью выполнения математических расчетов среднего уровня сложности, является избыточной. Возможности Maple ориентированы на пользователей — профессиональных математиков; решения задач в среде Maple требуют не только умения оперировать какой-либо функции, но и знания методов решения, в неё заложенных: во многих встроенных функциях Maple фигурирует аргумент, задающий метод решения.
То же самое можно сказать и о Mathematica. Это одна из самых мощных систем, имеет чрезвычайно большую функциональную наполненность (есть даже синтезирование звука). Mathematica обладает высокой скоростью вычислений, но требует изучения довольно необычного языка программирования.
Разработчики Mathcad сделали ставку на расширение системы в соответствии с потребностями пользователя. Для этого назначены дополнительные библиотеки и пакеты расширения, которые можно приобрести отдельно и которые имеют дополнительные функции, встраиваемые в систему при установке, а также электронные книги с описанием методов решения специфических задач, с примерами действующих алгоритмов и документов, которые можно использовать непосредственно в собственных расчетах. Кроме того, в случае необходимости и при условии наличия навыков программирования в C, есть возможность создания собственных функций и их прикрепления к ядру системы через механизм DLL.
Mathcad, в отличие от Maple, изначально создавался для численного решения математических задач, он ориентирован на решение задач именно прикладной, а не теоретической математики, когда нужно получить результат без углубления в математическую суть задачи. Впрочем, для тех, кому нужны символьные вычисления и предназначено интегрированное ядро Maple (с версии 14 — MuPAD). Особенно это полезно, когда речь идет о создании документов образовательного назначения, когда необходимо продемонстрировать построение математической модели, исходя из физической картины процесса или явления. Символьное ядро Mathcad, в отличие от оригинального Maple (MuPAD), искусственно ограничено (доступно около 300 функций), но этого в большинстве случаев вполне достаточно для решения задач инженерного характера.
Более того, опытные пользователи Mathcad обнаружили, что в версиях до 13 включительно есть возможность не слишком сложным способом задействовать почти весь функциональный арсенал ядра Maple (так называемые «недокументированные возможности»), что приближает вычислительную мощность Mathcad к Maple.

### Интерфейс
Основное отличие Mathcad от аналогичных программ — это графический, а не текстовый режим ввода выражений. Для набора команд, функций, формул можно использовать как клавиатуру, так и кнопки на многочисленных специальных панелях инструментов. В любом случае — формулы будут иметь привычный, аналогичный книжному, вид. То есть особой подготовки для набора формул не нужно. Вычисления с введенными формулами осуществляются по желанию пользователя: или мгновенно, одновременно с набором, либо по команде. Обычные формулы вычисляются слева направо и сверху вниз (подобно чтению текста). Любые переменные, формулы, параметры можно изменять, наблюдая воочию соответствующие изменения результата. Это дает возможность организации действительности интерактивных вычислительных документов.
В других программах (Maple, MuPAD, Mathematica) вычисления осуществляются в режиме программного интерпретатора, который трансформирует в формулы введенные в виде текста команды. Maple своим интерфейсом ориентирован на тех пользователей, кто уже имеет навыки программирования в среде традиционных языков с введением сложных формул в текстовом режиме. Для пользования Mathcad можно вообще не быть знакомым с программированием в том или ином виде.
Mathcad задумывался как средство программирования без программирования, но, если возникает такая потребность — Mathcad имеет довольно простые для усвоения инструменты программирования, позволяющие, впрочем, строить весьма сложные алгоритмы, к чему прибегают, когда встроенных средств решения задачи не хватает, а также когда необходимо выполнять серийные расчёты.
Отдельно следует отметить возможность использования в расчетах Mathcad величин с размерностями, причём можно выбрать систему единиц: СИ, СГС, МКС, английскую, или построить собственную. Результаты вычислений, разумеется, также получают соответствующую размерность. Пользу от такой возможности трудно переоценить, поскольку значительно упрощается отслеживание ошибок в расчетах, особенно в физических и инженерных.

### Графика
В среде Mathcad фактически нет графиков функций в математическом понимании термина, а есть визуализация данных, находящихся в векторах и матрицах (то есть осуществляется построение как линий, так и поверхностей по точкам с интерполяцией), хотя пользователь может об этом и не знать, поскольку у него есть возможность использования непосредственно функций одной или двух переменных для построения графиков или поверхностей соответственно. Так или иначе, механизм визуализации Mathcad значительно уступает таковому у Maple, где достаточно иметь только вид функции, чтобы построить график или поверхность любого уровня сложности. По сравнению с Maple, графика Mathcad имеет ещё такие недостатки, как: невозможность построения поверхностей, заданных параметрически, с непрямоугольной областью определения двух параметров; создание и форматирование графиков только через меню, что ограничивает возможности программного управления параметрами графики.
Однако следует помнить об основной области применения Mathcad — для задач инженерного характера и создания учебных интерактивных документов возможностей визуализации вполне достаточно. Опытные пользователи Mathcad демонстрируют возможность визуализации сложнейших математических конструкций, но объективно это уже выходит за рамки назначения пакета.
См. также таблицы сравнения систем компьютерной алгебры.

## Расширение функциональности
Возможно дополнение Mathcad новыми возможностями с помощью специализированных пакетов расширений и библиотек, которые пополняют систему дополнительными функциями и константами для решения специализированных задач:
- Пакет для анализа данных (англ. Data Analysis Extension Pack).
- Пакет для обработки сигналов (англ. Signal Processing Extension Pack) — содержит более 70 встроенных функций для аналоговой и цифровой обработки сигналов, анализа и представления результатов в графическом виде.
- Пакет для обработки изображений (англ. Image Processing Extension Pack) — обеспечивает Mathcad необходимыми инструментами для обработки изображений, анализа и визуализации.
- Пакет для работы со всплесками (вейвлетами) (англ. Wavelets Extension Pack) — содержит большой набор дополнительных вейвлет-функций, которые можно добавить в библиотеку встроенных функций базового модуля Mathcad Professional. Пакет предоставляет возможность применить новый подход к анализу сигналов и изображений, статистической оценки сигналов, анализа сжатия данных, а также специальных численных методов. Функциональность включает одно- и двухмерные вейвлеты, дискретные вейвлет-преобразования, мультианализ разрешения и многое другое. Пакет объединяет более 60 функций ключевых вейвлетов. Включены ортогональные и биортогональные семейства вейвлетов, среди прочего — вейвлет Хаара, вейвлет Добеши, симлет, койфлет и B-сплайны. Пакет также содержит обширную диалоговую документацию по основным принципам вейвлетов, приложения, примеры и таблицы ссылок.
- Библиотека строительства (англ. Civil Engineering Library) — включает справочник англ. Roark's Formulas for Stress and Strain (Формулы Роарка для расчета напряжений и деформаций), настраиваемые шаблоны для строительного проектирования и примеры тепловых расчётов.
- Электротехническая библиотека (англ. Electrical Engineering Library) — содержит стандартные вычислительные процедуры, формулы и справочные таблицы, используемые в электротехнике. Текстовые пояснения и примеры облегчают работу с библиотекой — каждый заголовок имеет гиперссылку на оглавление и указатель, и его можно найти в системе поиска.
- Библиотека машиностроения (англ. Mechanical Engineering Library) — включает справочник англ. Roark's Formulas for Stress and Strain (Формулы Роарка для расчета напряжений и деформаций), содержащий более пяти тысяч формул, вычислительные процедуры из справочника McGraw-Hill и метод конечных элементов. Текстовые пояснения, поисковая система и примеры облегчают работу. В состав библиотеки включена электронная книга Дэвида Пинтура «Введение в метод конечных элементов».

## Взаимодействие с другими программами
Mathcad интегрируется с программами SmartSketch, VisSim/ Comm PE, Pro/ENGINEER.
Приложение SmartSketch позволяет инженерам, дизайнерам, архитекторам, чертежникам, системным и сетевым администраторам работать с точными чертежами и графиками.
VisSim/Comm PE — это Windows-приложение для моделирования аналоговых, цифровых или смешанных систем сообщения на сигнальном или физическом уровне.

### Использование компонентов
- В документах-программах Mathcad есть возможность вставки модулей (component) других приложений для расширения возможностей визуализации, анализа данных, выполнение специфических вычислений.
- Для расширенной визуализации данных предназначен компонент Axum Graph. Для работы с табличными данными — Microsoft Excel.
- Компоненты Data Acquisition, ODBC Input позволяют пользоваться внешними базами данных.
- Предлагаются также бесплатные модули (add-in) для интеграции Mathcad с программами Excel, AutoCAD.
- Для статистического анализа предназначен компонент Axum S-PLUS Script.
- Значительное расширение возможностей пакета достигается при интеграции со сверхмощным приложением MATLAB.

## История версий

### Mathcad 1.0—5.xx
Версии Mathcad с 1.0 по 4.хх работали в операционной системе DOS, имели небольшой общий размер исполняемых файлов (до 1 Мб) и незначительные (по современным меркам) системные требования (оперативная память до 1 МБ, IBM PC-совместимый компьютер). Возможности позволяли выполнять операции как с элементарными математическими функциями, так и со специальными (статистическими, булевыми, комплексными и т. п.). Уже в первых версиях присутствовала возможность использования размерностей в расчетах и построения 2D-графики.
3D-графика появилась в версиях 2.5х и выше, возможности которой, впрочем, существенно сдерживались незначительными вычислительными возможностями ЭВМ того времени.
Объединив усилия с фирмой Waterloo Maple Software и введя в свои системы ядро мощной системы символьной математики Maple V, MathSoft Inc. научила свою систему (начиная уже с версии 3.0) основам компьютерной алгебры (символьной математики). Однако из многочисленных функций ядра Maple V и его расширений (их было около 2500 в Maple V R3 для Windows) привлечена лишь мизерная часть распространённых функций символьной математики. Между тем, появилась возможность использовать функции ядра Maple V с вызовом их из системы Mathcad.
Возможности программирования ограничивались функциями if и until, позволявшие реализовывать лишь две основные алгоритмические конструкции — выбор и повторение. Но эти функции не могут иметь в качестве аргументов блоки составных операторов. Поэтому для реализации даже несложного алгоритма нужно было подключать механизм вложенных функций, существенно осложняющий программирование.
Версии с 5-й и выше уже работали на платформе Windows. Начиная с пятой версии Mathcad пользователям была предоставлена возможность объявления в среде Mathcad новых встроенных функций. Их нужно было написать на языке С, откомпилировать 32-разрядным транслятором и прикрепить к Mathcad через механизм DLL.
В пятой версии также появились инструменты решения обыкновенных дифференциальных уравнений (ОДУ) и их систем.

### Mathcad 6
Версии Mathcad 6.0 и PLUS 6.0 были рассчитаны на работу с ОС Windows 95 и были полноценными 32-разрядными приложениями, которые могли полностью использовать новые возможности микропроцессоров серий 486/Pentium. Интерфейс системы был улучшен, повышена скорость выполнения операций, введены многочисленные новые графические возможности, новые функции и новые возможности программирования.
Вариант системы 6.0 Standard Edition рассчитан на обычных пользователей, к которым относятся учёные, инженеры, преподаватели и студенты вузов, уважающие математику, но не считающие всё же её главным своим занятием. Система ориентирована на ПК класса 386DX и выше с ёмкостью RAM не менее 4 Мб и свободным пространством на диске не менее 12 Мб для файла подкачки и ещё 20 Мб для установки самой системы.
Второй вариант системы — Plus 6.0 — ориентирован на пользователей-профессионалов, которым требуется более мощный математический помощник. Для реализации расширенных возможностей становится необходимым RAM с ёмкостью не менее 8 Мб. Mathcad PLUS 6.0 имеет заметно расширенный набор функций (20 новых матричных функций, 13 функций для решения дифференциальных уравнений различного типа, ряд новых статистических функций и т. д.), расширенные возможности символьных вычислений и мощную графику. Стоимость Mathcad 6.0 составляла 129$, а Mathcad PLUS 6.0 — 495$. Были также версии для студентов и школьников (Mathcad 6.0 BASIC, 90$), Mathcad 6.0 Standart (240$). Для версий Standart и PLUS дополнительно включалось средство рисования технических и бизнес-диаграмм Visio Express корпорации Visio.

### Mathcad 7
В версии Mathcad 7.0 PRO были следующие доработки и нововведения: отсутствие проблемы 2000 года; интерфейс, существенно переработанный и приближенный к интерфейсу текстового процессора Word 95/97; выделения частей выражений мышью; задание впервые для данной переменной её значения или значений нажатием клавиши = (при этом на экране выводится знак присваивания:=), при повторном использовании клавиши = для этой же переменной выводится её текущее значение; быстрое построение (QuickPlot) графиков в декартовых и полярных координатах с автоматической установкой пределов изменения независимых переменных; новая палитра символьной математики с расширенными операторами; удобным и наглядным синтаксисом символьных операций; возможность обработки ошибок в ходе вычислений; новые инструкции on error, continue, return; применение в программах операторов символьных операций; новый тип строковых данных, констант и переменных; восемь новых функций для работы со строковыми данными; задачи размерных величин в системе СИ; возможность подготовки сложных документов различными пользователями, работающими в разных местах, с помощью Collaboratory; возможность обмена документами через Интернет; появление более оперативного центра ресурсов (Resource Center) вместо «быстрых шпаргалок» QuickSheet, электронных книг, самоучителя и др.; моделирование (симуляция) работы сложных систем, построенных из функциональных блоков, с помощью системы MathConnex, имеющая 16 компонентов; возможность использования функций других систем (Excel, Axum, MATLAB и др.) и фактическая интеграция с ними.
Некоторые из указанных изменений были скорее из разряда приятных мелочей, например, расширено действие знака = (ранее для присвоения переменным значений нужно было вводить только комбинированный знак:=). Другие изменения, такие, как интеграция с другими системами и применение системного интегратора MathConnex, были серьёзным дополнением системы, открыли множество новых возможностей.

### Mathcad 8
Версия Mathcad 8.0 PRO предоставила ещё целый ряд полезных возможностей: около 50 новых математических функций (элементарных, специальных статистических и др.); новые функции оптимизации maximize и minimize; решения задач линейного программирования, новые функции контроля типа данных; улучшенный блок решения систем нелинейных уравнений — снято ограничение на полное число уравнений (ранее было не более 50), теперь их число достигло 200; введение набора методов численного интегрирования с возможностью выбора конкретного метода через контекстное меню; возможность проведения бинарных вычислений; эффективные средства сглаживания данных; улучшенные средства ввода и форматирования текста; команды редактирования Find (найти) и Replace (найти и заменить); новая возможность блокировки и сокрытия областей; улучшенный вывод таблиц; возможность записи документов в формате HTML, возможность записи документов в формате предыдущих версий; поддержка новой графики OpenGL и ActiveX, применение мастеров для создания сложных трёхмерных графиков; существенно улучшены средства форматирования графиков; просмотр графиков в увеличенном масштабе; применения функциональной окраски поверхностей; возможность изображения на одном трёхмерном графике поверхностей и фигур разного типа; возможность изображения на одном трёхмерном графике разных объектов, с пересечением в пространстве; возможность вращения трёхмерных графиков в пространстве мышью; анимация трёхмерных графиков.

### Mathcad 2000 (версия 9)
Версия Mathcad 2000 добавила к существующим возможностям ещё ряд новых и существенных отличий: улучшенный интерфейс системы, в частности интеграция с Интернетом перенесена в центр ресурсов; введен ряд новых функций для финансово-экономических расчетов, создания матриц трёхмерных поверхностей, численного решения дифференциальных уравнений в составе блока Given, контроля типа размерных переменных и др.; введен набор функций для выполнения регрессии — экспоненциальной, логарифмической, синусоидальной и др.; введен набор логических операторов; расширенные возможности функции root — теперь она может искать корень не только по заданному приближению (функция с двумя параметрами), но и в заданном интервале (функция с четырьмя параметрами); введено ускоренное и упрощенное построение трёхмерных графиков; предусмотрено наложение надписей на блоки документов, в частности графические; введена трассировка ошибок; существенно обновлён набор примеров в центре ресурсов; обеспечен контроль орфографии англоязычных текстов на трёх диалектах английского языка.

### Mathcad 2001 (версия 10)
В версии Mathcad 2001 ещё более возросла производительность вычислений и расширились возможности. Внедрена поддержка Windows 2000. Созданы четыре модификации с учётом специфики использования.
Основные нововведения: расширение совместимости с другими популярными приложениями; обработка единиц измерения в реальном времени; ограничения рекурсивного спуска в процессе вычислений (выигрыш в скорости до 5-20 раз по сравнению с предыдущими версиями); оптимизированы вычисления, особенно для итераций, суммирования, интегрирования и дифференцирования; новые логические алгоритмы, основанные на зависимостях от областей изменения переменных и большая согласованность между аналитическими и численными расчетами; улучшенное управление памятью и обработка объектов рабочего документа, которые удаляются; новый режим публикации в сочетании с основанными на MathML возможностями электронных публикаций; включение последней версии IBM Techexplorer Professional Edition для чтения и редактирования MathML, TeX и LaTeX.
Существенно усовершенствованы инструменты для создания приложений с использованием Mathcad: улучшенные объекты программирования сценария для создания новых модулей из программируемых OLE- и COM-объектов, а также хранение их для повторного использования и распространения. Поддерживаются стандартные языки программирования сценариев, такие, как VBScript и JScript.

### Mathcad 2001i («интерактивный»)
Mathcad 2001i получил полную поддержку Windows XP, расширены возможности сбора данных от внешних устройств, повышенную защищённость Mathcad-документов введением современной криптографии, упрощенную публикацию в Интернет, расширенное число алгоритмов решения задач и набор опций пользовательских настроек.
Основные нововведения:
- Включение современных методов криптографии файлов для защиты содержания документов до того момента, пока они не поступят в руки адресатов, кроме того, при распространении документов добавлена возможность заблокировать все области Mathcad с конструкциями и вычислениями, то есть распространять результаты, не открывая сути идей. Mathcad 2001i также предоставил возможность пользователям задавать новые опции секретности для защиты от внесения в документы кодов, опасных для пользовательских компьютерных систем;
- Введена поддержка сбора данных от аналоговых DAQ-плат и улучшенную совместимость с платами устройств компании National Instruments;
- Добавлено несколько опций для повышения комфортности работы, основываясь на множестве запросов пользователей, в частности: опция цветной сетки для двумерных графиков, включения и надписи на трёхмерных графиках, региональные установки и печать текущей страницы;
- Двунаправленная поддержка MathML, поддержка интерактивных данных, улучшенная графика и, с помощью дополнительных Интернет-шаблонов, упрощенная публикация в Интернет;
- Новый, быстрый и точный алгоритм Radau решения обыкновенных дифференциальных уравнений. Блоки решения обыкновенных дифференциальных уравнений теперь поддерживают системы дифференциальных уравнений и дифференциальные алгебраические уравнения, в то же время вложенные блоки теперь поддерживают более сложные задачи оптимизации;
- Улучшены интерфейсы автоматизации для встроенных приложений. Новые интерфейсы Mathcad приложений, рабочие документы, окна и области обеспечивают более широкий набор опций для настройки Mathcad с целью выполнения повторяющихся задач.

### Mathcad 11—11.2a
При создании Mathcad 11 основное внимание было обращено на увеличение скорости и мощности работы системы. Цель состояла в том, чтобы улучшить ядро Mathcad, расширить систему и улучшить возможности работы с ней.
Основные нововведения:
- Расширенные компоненты ввода-вывода для импорта и экспорта данных в виде строк и столбцов, а также возможности чтения-записи смешанных текстово-числовых файлов; обеспечена глубокая интеграция с Microsoft Excel; используя простые команды copy/paste, можно создавать и отображать смешанные данные непосредственно в форме матриц и таблиц; обеспечена новая поддержка чтения/записи для равномерных, произвольных и однородных файлов двоичного формата (READBIN и WRITEBIN), что дает пользователям большую гибкость в операциях импорта или экспорта данных, чем их преобразование в ASCII-коды; обеспечена новая поддержка для прохождения строковых данных через UserEFI-интерфейс (функции, определённые пользователем; DLL).
- На основе ODE-вычислительных блоков (для решения обыкновенных дифференциальных уравнений) Mathcad 2001i, Mathcad 11 теперь поддерживает PDE-вычислительные блоки (для решения дифференциальных уравнений в частных производных); обеспечена новая поддержка для комплексных аргументов функций floor, ceil, round и trunc; добавлены комплексные функции Бесселя и Ганкеля; расширенные возможности функции genfit, которая обеспечивает аппроксимацию кривых нелинейными функциями общего вида; введена новая sinc функция для вычисления точных значений sin(x)/x в пределе при х, стремящемся к 0; новый доступ к «зерновым» значениям в генераторах случайных чисел.
- Улучшенный формат текста RTF позволяет вставлять фрагменты из документа Mathcad в такие прикладные приложения, как Microsoft Word, без дополнительного переформатирования; улучшена поддержка протокола HTTP, который позволяет открывать удаленные файлы Mathcad, размещенные на Веб-сервере, с помощью команды File/Open; улучшен HTML-образный формат для вставки в интернет страниц с колонтитулами, ссылками и картинками; обеспечена возможность сохранять документы как интернет-страницы.

### Mathcad 12
Новая версия пакета получила более совершенное математическое ядро, а также дополнительные опции, позволяющие сохранять и публиковать документы Mathcad в различных форматах.
Основные нововведения:
- Возможность трассировки вычислений: промежуточные данные могут быть выведены как для всего документа в целом, так и для его отдельных областей, что позволяет эффективно контролировать выполнение исходных кодов Mathcad.
- Дополнительные возможности публикации результатов вычислений благодаря новому формату данных XML: XSL-HTML-конвертер позволяет генерировать веб-страницы лучшего качества; опция XSL-FO позволяет сохранять данные в формате PDF; внутри XML изображения хранятся в специальном экономичном формате, что позволяет значительно уменьшить объём на диске для файлов с большим количеством графики.
- Двойная ось ординат на двумерных графиках, что позволяет представить на одном графике функции, которые значительно различаются по величине, а также увеличить допустимое количество графиков, которые могут одновременно отображаться в одном блоке, до 32 (по сравнению с 16 в предыдущих версиях).
- Mathcad Application Server: формы и кнопки для веб-приложений, поддерживаемых Mathcad Application Server.
- Новые возможности по импорту данных из файлов, созданных другими программами: поддержка большого количества новых форматов данных; функция READFILE позволяет импортировать данные внутри программных циклов.

### Mathcad 13—13.1
Основные нововведения:
- Мощные средства отладки программ, включая возможность вставки меток и пошагового выполнения программных циклов.
- Новая функция автосохранения позволяет исключить возможность потери выполненной работы.
- Новый указатель математических ошибок позволяет устранять ошибки, которые без него могли бы быть пропущены.
- Поддержка нелинейных единиц измерения, таких, как Фаренгейт, Цельсий и децибел; возможность создания собственных единиц измерения с помощью простого меню.
- Существенно повышена производительность вычислений по сравнению с предыдущими версиями.
- Включен новый мощный класс возможностей определения «происхождения», которые дают возможность предприятиям точно определить источник конкретных расчетов, величину или результат. Это позволяет контролировать и отслеживать выполняемую работу.

### Mathcad 14
Mathcad 14 — первая с момента приобретения Mathsoft Inc. компанией PTC версия Mathcad (релиз состоялся 12 февраля 2007). Реализована возможность двусторонней интеграции с основным продуктом PTC — пакетом Pro/ENGINEER. Базовые величины, рассчитанные в системе Mathcad, могут быть переведены в параметры и размеры CAD-модели для управления геометрическим объектом. Параметры из модели Pro/ENGINEER также можно ввести в Mathcad для последующих инженерно-конструкторских расчетов.
Существенные изменения коснулись также математического ядра системы, которое теперь использует символьную систему MuPAD. Это позволило во многих случаях повысить точность символьных вычислений и их детализацию, но есть и негативные последствия, связанные, в первую очередь, с совместимостью символьных алгоритмов с предыдущими версиями (вычисления, которые работают в предыдущих версиях, могут не выполняться в новой, и наоборот).
Основные нововведения:
- Интернационализация: введена полная поддержка шрифтов Unicode и азиатских локализаций операционных систем. Интерфейс переведен на девять языков (английский, французский, немецкий, итальянский, испанский, японский, корейский, упрощенный и традиционный китайский), поддерживается проверка орфографии на 15-ти языках.
- 2D-графики: добавлена возможность выбора формата отображения чисел на шкалах координатных осей. При использовании полярной системы координат появилась возможность применения отрицательных значений функции на радиусе.
- Инструментарий решения дифференциальных уравнений дополнен тремя новыми алгоритмами — по методам Адамса (англ. Adams), BDF (англ. backward differentiation formulas, формулы обратного дифференцирования) и комбинированным Adams/BDF.
  - Новая функция statespace (наряду с новыми функциями Эйри) позволяет решать ОДУ, записанные в матричной форме.
  - Добавлен оператор, который возвращает значение градиента функции в виде вектора отдельных производных функции многих переменных.
- Введен долго ожидаемый пользователями тандем операторов интерфейса «… := … = …», который позволяет присваивать переменной любое выражение и сразу выводить значение (результат), что ещё в большей степени приблизило формат записи к обычному («не компьютерному») .
- Символьный процессор Mathcad пополнен тремя функциями, тремя ключевыми словами и девятью модификаторами. Результат символьных вычислений по желанию можно существенно детализировать. Символьные вычисления теперь возможны и с векторизованными функциями.
- Общая функциональность:
  - есть возможность сравнения изменений в двух документах Mathcad (XMCD-файлы), что позволяет выявлять математические и текстовые элементы, которые были добавлены, удалены или изменены с соответствующей цветовой разметкой. Есть возможность выявления изменений результатов вычислений при разнице в настройках и алгоритмах между версиями Mathcad.
  - поиск и замена возможны в скрытых областях документа;
  - изображения можно сохранять в формате JPEG с настройкой качества, что позволяет уменьшить размер документов;
  - активация заменена на использование лицензионного файла, получаемого через интернет при установке.

Версии Mathcad с 12-й включительно, в связи с использованием формата данных XML, а также с постепенным ростом функционального инструментария, имеют ограниченную обратную совместимость документов с предыдущими версиями, но могут почти без ограничений открывать документы, созданные в старых версиях. Как следствие, импорт также имеет ограничения: документ, созданный в Mathcad 14, можно сохранить в формате версии не ниже 11-й.

### Mathcad 15
Основные новые возможности:
- Добавлено 25 функций для расчетов по планированию экспериментов (design of experiments (DoE)). Также имеются шаблоны для проведения нескольких экспериментов, при наличии нескольких уровней эксперимента (режимов тестирования) и различных условий;
- Интеграция с базой данных KnovelMath (инженерные и технические стандарты);
- Интеграция с программным обеспечением Kornucopia (позволяет применять шаблоны процессов для оценки данных натурных экспериментов и результатов расчетов);
- Интеграция с базой данных Truenumbers (от True Engineering Technology), предоставляющей доступ к различным справочным материалам и данным (результаты из Mathcad просто передаются в различные форматы документов, что облегчает передачу данных в цепи разработчиков);
- Поддержка операционной системы Microsoft Windows 7;
- Поддержка Microsoft Excel 2007;
- Функция explicit работает полноценно, то есть показывает после формул соответствующие численные значения, что нагляднее и облегчает контроль вычислений.

### Mathcad Prime 1.0
Основные отличия нового Mathcad Prime 1.0:
- Изменён интерфейс пользователя, который теперь выполнен в виде ленточного интерфейса.
- Среда вычислений, ориентированная на работу с документами, позволяет пользователям быстро и просто создавать детализированные технические документы, которые включают сложные вычисления, используя «живые» математические примечания с текстом, изображениями и диаграммами. Подобные документы легко читаются и воспринимаются сотрудниками, которые не знакомы с данным программным решением, помогают поддерживать эффективную коммуникацию в рамках проектов и передачу технического знания внутри предприятия.
- Полный пакет дополнительных функций численной математики (включая новый пакет по планированию эксперимента) позволяет быстро и качественно решить любую вычислительную задачу, экономя время и средства.
- Динамическая проверка размерных величин предоставляет полную поддержку размерных величин и единиц их измерения по всем расчетам, созданным в Mathcad Prime 1.0. Векторы и матрицы Mathcad Prime 1.0 теперь могут содержать величины разной размерности, что повышает эффективность процесса разработки продукции, помогая избегать многих ошибок.
- Интуитивно понятный редактор уравнений, работающий в режиме полного соответствия (что видите на экране, то и получаете на бумаге), позволяет пользователям описывать условия и решения в естественном математическом виде, сосредотачиваясь на вычислениях, а не на работе с документом.
- Mathcad Prime 1.0 написан на совершенно новой программной основе, имеет максимальную производительность, а также полную поддержку Windows 7 и последнего релиза MS Excel.

### Mathcad Prime 2.0
Mathcad Prime 2.0 вышел в 2012 году, имеет ряд инноваций и усовершенствований по сравнению со своим предшественником — Prime 1.0.

### Mathcad Prime 3.0
Mathcad Prime 3.0, вышедший 12 октября 2013 года, является новейшей версией семейства Mathcad. Обладает повышенной производительностью, удобным интерфейсом пользователя и рядом инновационных инструментов, которые позволяют инженерам работать ещё быстрее.

#### Нововведения новейшей версии MathcadPrime 3.0
- Глобальный оператор определения — позволит определить переменную в любом месте рабочего листа
- Математика в тексте — позволяет вводить формулы непосредственно в тексте.
- Шаблоны документов — уникальный инструмент для повторяемых расчетов! — позволяет создавать шаблоны для документов любого содержания с неограниченным количеством расчетов.
- Форматирование формул — позволяет акцентировать внимание читателя на отдельных моментах расчета.
- Встроены математические функции
- Улучшены математические расчёты
- Excel-компонент
- Символьные расчёты
- Улучшенный модуль решателя
- Улучшена работа с 3D-графиками

### Mathcad Prime 7.0
После 31 декабря 2021 года компания PTC предлагает только новые подписки Mathcad Prime 7. Для клиентов, имевших подписку на Mathcad 15 и Mathcad Prime 1.0 – 6.0, которые еще не готовы перейти на Mathcad Prime 7, компания PTC предлагает вариант многолетнего продления.

## Release history
| Name              | Version   | Release Date     | Notes                                      |
| ----------------- | --------- | ---------------- | ------------------------------------------ |
| Mathcad 0.3       | 0.3       |                  | beta on 5 1/4 floppy                       |
| Mathcad 2.5.2     | 2.5.2     |                  | Added document interface, last DOS version |
| Mathcad 3.1       | 3.1       |                  | Windows version                            |
| Mathcad 4.0       | 4.0       |                  | Windows version                            |
| Mathcad 5.0       | 5.0       |                  | Added Maple based CAS features             |
| Mathcad 5.5       | 5.5       |                  | Windows version                            |
| Mathcad 6.0       | 6.0       | 1995             | Last Windows 3.1 version                   |
| Mathcad 7         | 7.0       | 1997             |                                            |
| Mathcad 8         |           |                  |                                            |
| Mathcad 2000      |           |                  |                                            |
| Mathcad 2001i     |           |                  |                                            |
| Mathcad 11        |           |                  |                                            |
| Mathcad 12        |           |                  |                                            |
| Mathcad 13.0      | 13.0      | 15 сентября 2005 |                                            |
| Mathcad 13.1      | 13.1      |                  |                                            |
| Mathcad 14.0      | 14.0      | 12 февраля 2007  |                                            |
| Mathcad 15.0      | 15.0 F000 | 25 июня 2010     |                                            |
| Mathcad 15.0 M010 | 15.0 M010 | 29 июня 2011     |                                            |
| Mathcad 15.0 M040 | 15.0 M040 |                  |                                            |
| Mathcad 15.0 M045 | 15.0 M045 | ноябрь 2015      |                                            |
| Mathcad 15.0 M050 | 15.0 M050 | Декабрь 2017     |                                            |
| Mathcad Prime 1.0 |           | 10 января 2011   |                                            |
| Mathcad Prime 2.0 |           | 29 февраля 2012  |                                            |
| Mathcad Prime 3.0 |           | 2 октября 2013   |                                            |
| Mathcad Prime 3.1 |           | 2 марта 2015     |                                            |
| Mathcad Prime 4.0 |           | 6 марта 2017     |                                            |
| Mathcad Prime 5.0 |           | 14 августа 2018  |                                            |
| Mathcad Prime 6.0 |           | Октябрь 2019     |                                            |
| Mathcad Prime 7.0 |           | Март 2021 [25]   |                                            |

### Комплектации
Версии Mathcad могут отличаться комплектацией и лицензией пользователя. В разное время поставлялись версии Mathcad Professional, Mathcad Premium, Mathcad Enterprise Edition (отличаются комплектацией). Для академических пользователей предназначена версия Mathcad Academic Professor (обладает полной функциональностью, но отличается лицензией пользователя и имеет в несколько раз меньшую стоимость).
Некоторое время выпускались также упрощенные и заметно «урезанные» студенческие версии программы.

## Развитие
Дальнейшее развитие технология Mathcad получила при создании Mathcad Application Server (MAS). Суть технологии MAS — в реализации удаленного доступа к программному обеспечению Mathcad или уже готовым Mathcad-документам через веб-интерфейс (технология Web Calc). Пользователь MAS не нуждается в покупке Mathcad, не требуется скачивать и запускать exe-файлы (но это не исключается и определяется уровнем доступа).

## Системные требования
- Процессор: 32-битный или 64-битный (x86-64, EM64T) с тактовой частотой 400 МГц или выше (рекомендуется 700 МГц).
- 256 МБ оперативной памяти (рекомендуется 1024 Мб).
- 1,75 Гб свободного дискового пространства (350 Мб для Mathcad, 1,4 Гб для временных файлов во время установки).
- Привод CD-ROM или DVD (только для установки с диска).
- Графическая карта SVGA или выше.
- Монитор XGA с разрешением 1024×768 (или выше) c 24-битными (или больше) цветами.
- Мышь или другое совместимое указывающее устройство.

Программное обеспечение:
- Операционная система: Windows XP (SP1, SP2, SP3), Windows Vista (SP1), Windows 7 или Windows XP x64 (SP2), Windows Vista x64 (SP1), Windows 7 x64, Windows 8, Windows 10.
- Microsoft .NET Framework 3.5
- MSXML 4.0 SP2
- Microsoft Data Access Components 2.8
- Internet Explorer 5.0

## Снимки экрана предыдущих версий Mathcad
- Mathcad 3.1 (1992)
- Mathcad 13.0
- Mathcad 15.0
- Mathcad Prime 1.0
- Рабочая сессия Mathcad Prime 1.0